# Lista över Ingmar Bergmans radioteater
Detta är en lista över Ingmar Bergmans produktion av radioteater. För scen- och TV-teaterproduktioner, se även: Lista över Ingmar Bergmans teaterproduktion.

## Manus & Regi
- Kamma noll (1949)
- Trämålning (1954)
- En själslig angelägenhet (1990)

## Regi
- Rekviem (1946) Björn-Erik Höijer
- Sommar (1946) Björn-Erik Höijer
- Rabies eller Lindras livets kval av likars jämmer? (1946) Olle Hedberg
- Holländarn (1947) August Strindberg
- Leka med elden (1947) August Strindberg
- Vågorna (1947) Gustav Sandgren
- Lodolezzi sjunger (1948) Hjalmar Bergman
- Moderskärlek (1948) August Strindberg
- Medea (1951) Jean Anouilh
- Sommar (1951) Björn-Erik Höijer
- Värmlänningarna (1951) F. A. Dahlgren
- Nattens skuldbörda (1952) Alberto Perrini
- Påsk (1952) August Strindberg
- Brott och brott (1952) August Strindberg
- Blodsbröllop (1952) Federica Garcia Lorca
- En vildfågel (1952) Jean Anouilh
- En lusteld eller Unga präster predika bäst (1953) Alfred de Musset
- Holländarn (1953) August Strindberg
- Ett bord av apel (1954) Herman Melville
- Bollen (1955) Carlo Fruttero
- Munken går på ängen (1955) Carl Gandrup
- Farmor och vår herre (1956) Hjalmar Bergman
- Vox humana (1956) Jean Cocteau
- Det gamla spelet om Envar (1956) Hugo von Hoffmannstahl
- Tunneln (1956) Pär Lagerkvist
- Porträtt av en madonna (1956) Tennessee Williams
- Fången (1957) Bridget Boland
- Falskspelare (1957) Nikolaj Gogol
- Sagan (1958) Hjalmar Bergman
- Den som intet har (1958) Bengt Anderberg
- Första varningen (1960) August Strindberg
- Leka med elden (1961) August Strindberg
- Rannsakningen (1966) Peter Weiss
- En hörsägen (1984) Erland Josephson
- Oväder (1999) August Strindberg
- John Gabriel Borkman (2001) Henrik Ibsen
- Pelikanen/Dödens ö (2003) August Strindberg

## Manus
- Staden (1951) Regi: Olof Molander
- Dagen slutar tidigt (1952) Regi: Bengt Ekerot
- Mig till skräck (1953) Regi: Åke Falck
- Rosmersholm, manusbearbetning av Henrik Ibsens pjäs (2004) Regi: Gunnel Lindblom